# Zachodnie Pojezierze Krzywińskie
Zachodnie Pojezierze Krzywińskie este o arie protejată (sit de importanță comunitară — SCI) din Polonia întinsă pe o suprafață de 5.494,83 ha, integral pe uscat.

## Localizare
Centrul sitului Zachodnie Pojezierze Krzywińskie este situat la coordonatele 51°55′37″N 16°43′15″E / 51.9269°N 16.7208°E.

## Înființare
Situl Zachodnie Pojezierze Krzywińskie a fost declarat sit de importanță comunitară în aprilie 2004 pentru a proteja 1 specie de animale.

## Biodiversitate
Situată în ecoregiunea continentală, aria protejată conține 11 habitate naturale: Pășuni continentale udate de apa mării, Lacuri eutrofice naturale cu vegetație de tip Magnopotamion sau Hydrocharition, Lacuri și iazuri distrofice naturale, Cursuri de apă de la nivel de câmpie la nivel montan, cu vegetație Ranunculion fluitantis și Callitricho-Batrachion, Pajiști cu Molinia pe soluri calcaroase, turboase sau argilos-nămoloase (Molinion caeruleae), Liziere de ierburi înalte hidrofile de câmpie și de nivel montan până la alpin, Fânețe de joasă altitudine (Alopecurus pratensis, Sanguisorba officinalis), Mlaștini calcaroase cu Cladium mariscus și specii de Caricion davallianae, Mlaștini alcaline, Păduri de stejar și carpen Galio-Carpinetum, Păduri aluvionare cu Alnus glutinosa și Fraxinus excelsior (Alno-Padion, Alnion incanae, Salicion albae).
La baza desemnării sitului se află o specie protejată de  reptile: țestoasa de baltă (Emys orbicularis).